# Google Play
Google Play Store, también conocida como Google Play o Play Store (anteriormente Android Market) es una plataforma de distribución digital de aplicaciones móviles para los dispositivos con sistema operativo Android, así como una tienda en línea desarrollada y operada por play store Esta plataforma permite a los usuarios navegar y descargar aplicaciones (desarrolladas mediante Android SDK), juegos, música, libros, revistas y películas. También se pueden adquirir dispositivos móviles como ordenadores Chromebook, teléfonos inteligentes Nexus y Pixel, Google Chromecast, entre otros. También cuenta con versiones para Wear OS y Android TV.
Las aplicaciones se encuentran disponibles de forma gratuita, así como también con costo. Pueden ser descargadas directamente desde un dispositivo con Android a través de la aplicación móvil Google Play Store. Es posible también instalar estas aplicaciones directamente y sin necesidad de una computadora, en dispositivos con sistema operativo BlackBerry 10.
El 6 de marzo de 2012, con la fusión de Android Market con Google Music, el servicio fue renombrado a Google Play.
Google tiene acuerdos secretos para que determinados desarrolladores de aplicaciones paguen menos que el resto de desarrolladores.

### Aplicaciones
El 17 de marzo de 2009, alrededor de 2300 aplicaciones estaban disponibles en Android Market, de acuerdo con el director técnico de T-Mobile Cole Brodman. El 10 de mayo de 2011, durante Google I/O, Google anunció que en Android Market figuran 200 000 aplicaciones y habían sido instaladas 4 500 000 000 veces.
| Año  | Mes       | Aplicaciones disponibles | Descargas hasta la fecha |
| ---- | --------- | ------------------------ | ------------------------ |
| 2009 | Marzo     | 2300                     |                          |
| 2009 | Diciembre | 16 000                   |                          |
| 2010 | Marzo     | 30 000                   |                          |
| 2010 | Abril     | 38 000                   |                          |
| 2010 | Agosto    | 80 000                   | 1000 millones            |
| 2010 | Octubre   | 38 000                   |                          |
| 2011 | Mayo      | 200 000                  | 4500 millones            |
| 2011 | Julio     | 250 000                  | 6000 millones            |
| 2011 | Octubre   | 319 000                  |                          |
| 2011 | Diciembre | 380 297                  | 10 000 millones          |
| 2012 | Enero     | 400 000                  |                          |
| 2012 | Octubre   | 675 000                  |                          |
| 2013 | Enero     | 800 000                  |                          |
| 2013 | Julio     | 1 000                    | 50 000 millones          |

### Google Play Libros
Google Play Libros es una aplicación móvil que permite leer libros electrónicos. Fue desarrollada por Google en febrero de 2011.El 15 de mayo de 2013, se actualizó Play Libros añadiendo la posibilidad de que los usuarios pudieran subir archivos en formato PDF y EPUB. Play Libros se encuentra actualmente disponible en 44 países. Está disponible en Android Auto.

### Google Play Juegos
Google Play Juegos es un servicio y aplicación desarrollado para Android y para web que añade la opción de multijugador en tiempo real, logros, tabla de posiciones y de guardar información en la nube como también después de descargar, ocupa espacio en el dispositivo de los juegos que sean compatibles con este servicio. El servicio fue presentado en el Google I/O de 2013, y la aplicación fue lanzada el 24 de julio de ese mismo año en el evento llamado "Breakfast with Sundar Pichai". También se encuentra en Android TV.
Características:
- Perfil de Jugador
- SDK para guardar y restaurar partida
- Trofeos y logros
- Sistema de Multijugador
- Sistema de Nivel de Jugador basado en XP.
- Sistemas de Amigos.

### Google Noticias
Google Noticias (anteriormente Google Currents, Google Play Kiosco y Google News & Weather) ofrece la posibilidad de suscribirse a revistas y diarios de noticias en algunos países, entre los que están Estados Unidos, Australia, Canadá y el Reino Unido, esto a través de las aplicaciones Google Currents y Google Play Magazines. El 20 de noviembre de 2013, Google Play Magazines y Google Currents fueron combinadas dando lugar a Google Play Kiosco, aplicación que combina los servicios de ambas aplicaciones en un solo producto. Google Play Kiosco sufrió un cambio de nombre a Google Noticias.

### Google TV (anteriormente Google Play Películas)
Google TV (anteriormente Google Play Películas) es un servicio de Google que permite ver películas y series de televisión adquiridos a través de Google Play. Las películas pueden comprarse o rentarse, mientras que las temporadas o episodios de las series no están disponibles por renta, solo pueden ser compradas. Los usuarios tienen la posibilidad de descargar el contenido para poder verlo posteriormente sin necesidad de una conexión a Internet. Google TV se encuentra disponible en más de 60 países, aunque en la mayoría las funciones son limitadas (un ejemplo: Argentina). Las series solo están disponibles en Estados Unidos, Japón, Australia y el Reino Unido.
El servicio, es accesible vía navegador web y teléfonos inteligentes o tabletas con Android, iOS y iPad y la aplicación en una versión anterior para Smart TV, tanto Android TV como tvOS.
A partir de octubre de 2021, Google TV App ofrece el servicio de control remoto virtual para Android TV y Google TV, sustituyendo al servicio de control remoto anterior. Adicionalmente la aplicación Google TV  sirve como guía para el usuario al buscar contenido y le muestra recomendaciones con base en los servicios que el usuario haya vinculado, de la misma manera que el sistema Google TV.

### Google Play Música
Google Play Música era un servicio de almacenamiento y sincronización de música en la nube, así como también tienda musical en línea lanzada en 2011. Tras haberlo anunciado oficialmente durante la conferencia de desarrolladores Google I/O del 10 de mayo de 2011. El servicio permite el almacenamiento gratuito de canciones propias hasta un total de 50 000, que, al sincronizarse en la nube, se podía acceder desde cualquier punto. También permite escuchar música a través de streaming, servicio el cual se ofrecía mediante suscripción.
El servicio, era accesible vía navegador, cliente de escritorio y teléfonos inteligentes con Android, aunque también se puede acceder desde otros sistemas operativos móviles siempre y cuando soporten Adobe Flash. Este servicio ya no está disponible desde a finales del 2020. Fue descontinuado porque Google ya tenía otro servicio similar a Play Música: YouTube Music.

## Actualización de dispositivos
Google introdujo Project Mainline en Android 10, permitiendo que los componentes principales del sistema operativo se actualicen a través de Google Play Store sin necesidad de una actualización completa del sistema.

## Historia
Google lo creó como Android Market el 28 de agosto de 2008 para Android Beta, 1.0 hasta 4.3.1 y lo puso a disposición de los usuarios el 22 de octubre de 2008. Se introdujo soporte para las aplicaciones de pago el 13 de febrero de 2009 para los desarrolladores de Estados Unidos y el Reino Unido, con el apoyo adicional de 29 países el 30 de septiembre de 2010.
El 6 de marzo de 2012, el servicio fue relanzado con una nueva apariencia, así como con un nuevo nombre, llamándose ahora Google Play y contando en ese momento con más de 450 000 aplicaciones disponibles. A partir de ese momento, los aparatos que no pudieran actualizar Android Market a Google Play dejaron de ser capaces de acceder a nuevas aplicaciones. Además en marzo del año 2012, se aumentó el tamaño máximo permitido de la aplicación, dando a los desarrolladores de aplicaciones 4 gigabytes en total.
En marzo de 2013, Google comenzó la lucha contra las aplicaciones que bloquean los anuncios de Play Store.
En mayo de 2014, ha sido posible pagar con PayPal. En ese año sale la versión Android TV, permitiendo adaptar las apps existentes al nuevo sistema de Televisión inteligente.
En el año 2015, Google comenzó a escanear más de 6 mil millones de aplicaciones diariamente para detectar software malintencionado.
En marzo de 2016, la función de conocimiento previo del juego se ha hecho disponible en la sección de Google Play Juegos. Cualquier usuario puede iniciar la aplicación y jugar durante 10 minutos a través del navegador. No es necesario descargar e instalar la versión de prueba.
En julio de 2017 apareció el antivirus Google Play Protect.
En julio de 2018, Google Play prohibió la colocación de aplicaciones de minería de criptomonedas. Al mismo tiempo, se quedaron permitidas las carteras criptográficas.
En 2020, Google Play agregó una nueva sección "Teacher Approved" ("Aprobado por profesores") para niños. Incluye aplicaciones aprobadas por profesores.

## Clasificación de aplicaciones
Google Play, al igual que su competidor App Store tiene sistema de clasificación por edades pero desde el 8 de junio de 2015 las apps son clasificadas por sistemas de clasificación por edades de diferentes regiones y países, siempre y cuando no sean sobrescritas por normas como ESRB o PEGI.
- Para todos: contenido sin restricciones de edad (Equivale a 4+ de app store)
- Madurez baja: recomendado para mayores de 6 o 7 años (equivale a 9+ de app store)
- Madurez media: Recomendado para mayores de 12 años (equivale a 12+ de app store)
- Madurez alta: Recomendado para mayores de 17 años (equivale a 17+ de app store)

También existe la clasificación sin clasificar que se da a apps exentas de clasificación la cual se introdujo en 2015.

## Interfaz
Google Play tiene un acceso fácil y rápido a sus aplicaciones. Las aplicaciones son creadas por desarrolladores de todo el mundo y posteriormente puntuadas por los usuarios de Android.
El menú tiene las siguientes opciones:
- Mostrado: avanza por los iconos de la parte superior para ver las aplicaciones mostradas.
- Aplicaciones: examina todas las aplicaciones o busca aplicaciones por categorías.
- Juegos: examina todos los juegos o busca juegos por categorías.
- Búsqueda: busca aplicaciones en Google Play.
- Mis Apps y Juegos: visualiza las aplicaciones que están instaladas en el dispositivo.

Las categorías de juegos y aplicaciones del menú principal proporcionan submenús para que la búsqueda sea más sencilla. Los usuarios tienen la posibilidad de valorar las aplicaciones con una escala de 1 a 5 estrellas, también ofrece la posibilidad de poner comentarios sobre la aplicación. Los desarrolladores que publiquen sus aplicaciones pueden añadir capturas de pantalla y vídeos.

## Desarrolladores
La gran novedad que aporta Google Play hace referencia a los desarrolladores: estos serán capaces de hacer su contenido disponible en un servicio abierto, el servicio de Google que ofrece una retroalimentación y sistema de calificación similar a YouTube. Los desarrolladores tendrán un entorno abierto y sin obstáculos para hacer su contenido disponible. El contenido puede subirse al mercado después de tres pasos: registrarse como comerciante, subir y describir su contenido y publicarlo. Para registrarse como desarrollador y poder subir aplicaciones hay que pagar una cuota de registro (25,00 dólares) con tarjeta de crédito (mediante Google Checkout).
Los desarrolladores de las aplicaciones de pago reciben un 70 % del precio total de la aplicación, mientras que el 30 % restante es destinado a las empresas. El beneficio obtenido de Google Play es pagado a los desarrolladores a través sus cuentas en el sistema Google Checkout. Recientemente Google ha declarado que bajara el porcentaje de comisión a 15 %.

### Disponibilidad para desarrolladores
En un primer momento solo los desarrolladores en Estados Unidos y Reino Unido tenían soporte para publicar aplicaciones de pago. Actualmente Google ha aumentado esa lista con países como Austria, Francia, Alemania, Italia, España y Países Bajos. Por el contrario la lista de países con disponibilidad de desarrolladores que pueden distribuir aplicaciones gratuitas es: Australia, Austria, República Checa, República Dominicana, Francia, Alemania, Italia, Países Bajos, Polonia, Singapur, España, Reino Unido, Estados Unidos y Venezuela.

## Competencia y aliados
Las tiendas por Internet están cada vez más en alza y más si se trata de tiendas de aplicaciones para los teléfonos móviles. No es de extrañar que las principales plataformas de móviles decidan crear portales donde poder descargar o comprar todas las aplicaciones posibles. Entre estas hablamos de dos de las más importantes, la App Store de Apple y Google Play de Google, pero también hay otras como Samsung Galaxy Store de Samsung, AppGallery de Huawei, Nokia Store de Nokia, Market Place de Toshiba, App World Archivado el 22 de diciembre de 2010 en Wayback Machine. de Blackberry, y Tienda Windows de Microsoft, App Store de Amazon, Palm App Catalog y SlideME.
El desarrollo de aplicaciones para el iPhone no está siendo de fácil acceso como consecuencia de la política de admisión de aplicaciones de Apple que es muy restrictiva. En cambio, Google Play no hace tantas excepciones con las aplicaciones, aceptando todas, propias o de desarrolladores, gracias a su herramienta Android SDK.
Por lo que se refiere al número de descargas, Google Play supera a App Store en número de descargas desde junio de 2013 y en 2014 consigue superar en número de aplicaciones ofrecidas desde Google Play a App Store, la tienda de Apple. En España, la evolución de Google Play parece ser mejor comparada con el nivel mundial. Además, se pueden instalar aplicaciones directamente en el dispositivo, si se dispone del archivo APK de la aplicación.

## Seguridad
Google reportó que en 2015 procedió a escanear 6000 millones de aplicaciones cada día en busca de elementos potencialmente dañinos (Potential Harmful Apps) detectando 0,15 % de aplicaciones en esta categoría, las cuales fueron desincorporadas de la tienda de aplicaciones. El porcentaje aumenta a 0.5 % cuando se incluyen aplicaciones no instaladas a través de Google Play. Estos porcentajes son relativamente estables a través de los años. Entre sus políticas para promover la seguridad, Google ha incorporado encriptamiento de discos y la oferta de recompensas a quienes encuentran fallas en la distribución de aplicaciones. Además, la constante actualización de la propia aplicación de Play Store remueve los posibles bugs y fallos que se generen en nuevos terminales, de esta forma está en constante cambio para mejorar la seguridad de la propia plataforma.

### Problemas de seguridad
A principios de marzo de 2011, DroidDream, un exploit troyano de tipo rootkit, apareció en el entonces llamado Android Market en forma de varias aplicaciones gratuitas que eran, en muchos casos, versiones piratas de aplicaciones ya tasadas. Este exploit permitía a los hackers robar información como los números IMEI e IMSI, el modelo de teléfono, el ID de usuario y el proveedor de servicios. El exploit también instalaba una puerta trasera que permitía a los hackers descargar más código en el dispositivo infectado. El exploit sólo afectaba a dispositivos con versiones de Android anteriores a la 2.3 "Gingerbread" Google retiró las aplicaciones del Market inmediatamente después de ser alertado, pero las aplicaciones ya se habían descargado más de 50.000 veces, según la estimación de Android Police. Android Police escribió que el único método para eliminar el exploit de un dispositivo infectado era restablecer el estado de fábrica, aunque se crearon soluciones desarrolladas por la comunidad para bloquear algunos aspectos del exploit. Unos días después, Google confirmó que 58 aplicaciones maliciosas habían sido subidas a Android Market, y habían sido descargadas en 260.000 dispositivos antes de ser eliminadas de la tienda. Google envió un correo electrónico a los usuarios afectados informándoles de que "por lo que podemos determinar, la única información obtenida era específica del dispositivo (IMEI/IMSI, códigos únicos que se utilizan para identificar los dispositivos móviles, y la versión de Android que se ejecuta en su dispositivo)", en contraposición a los datos personales y la información de la cuenta. También anunció la nueva funcionalidad de "eliminación remota", junto con una actualización de seguridad, que permite a Google eliminar de forma remota las aplicaciones maliciosas de los dispositivos de los usuarios. Sin embargo, días después, se encontró en Internet una versión maliciosa de la actualización de seguridad, aunque no contenía el malware específico DroidDream. En junio siguiente aparecieron nuevas aplicaciones con el malware, rebautizadas como DroidDream Light, que también fueron eliminadas de la tienda.
En la conferencia de seguridad Black Hat de 2012, la empresa de seguridad Trustwave demostró su capacidad para subir una aplicación que eludía el sistema de bloqueo Bouncer. La aplicación utilizaba un exploit de JavaScript para robar contactos, mensajes SMS y fotos, y también era capaz de hacer que el teléfono abriera páginas web arbitrarias o lanzara ataques de denegación de servicio. Nicholas Percoco, vicepresidente sénior del equipo de seguridad avanzada SpiderLabs de Trustwave, declaró que "queríamos probar los límites de lo que es capaz". La aplicación permaneció en Google Play durante más de dos semanas, siendo escaneada repetidamente por el sistema Bouncer sin ser detectada, y Percoco afirmó además que "como ataque, todo lo que tiene que hacer un atacante de malware para entrar en Google Play es saltarse Bouncer". Trustwave se puso en contacto con Google para compartir sus hallazgos, pero señaló que podrían ser necesarias más pruebas manuales de las aplicaciones para detectar las que utilizan técnicas de enmascaramiento de malware.
Según un estudio de investigación de 2014 publicado por RiskIQ, una empresa de servicios de seguridad, las apps maliciosas introducidas a través de Google Play aumentaron un 388% entre 2011 y 2013, mientras que el número de apps eliminadas por Google descendió del 60% en 2011 al 23% en 2013. El estudio reveló además que "las apps para personalizar los teléfonos Android lideraban todas las categorías como las más propensas a ser maliciosas" Según PC World, "Google dijo que necesitaría más información sobre el análisis de RiskIQ para comentar los hallazgos".
En octubre de 2016, Engadget informó sobre una publicación en su blog llamada "Password Storage in Sensitive Apps" (Almacenamiento de contraseñas en aplicaciones sensibles) del hacker independiente de Android Jon Sawyer, quien decidió probar las principales aplicaciones de privacidad en Google Play. Al probar dos aplicaciones, una llamada "Hide Pictures Keep Safe Vault" y la otra llamada "Private Photo Vault", Sawyer encontró errores significativos en el manejo de contraseñas en ambas, y comentó: "Estas compañías están vendiendo productos que afirman almacenar de forma segura sus datos más íntimos, pero que son, como mucho, aceite de serpiente. Tendrías casi la misma protección con solo cambiar la extensión del archivo y renombrar las fotos."
En abril de 2017, la empresa de seguridad Check Point anunció que un malware llamado "FalseGuide" se había ocultado dentro de aproximadamente 40 aplicaciones de "guía de juegos" en Google Play. El malware es capaz de obtener acceso de administrador a los dispositivos infectados, donde luego recibe módulos adicionales que le permiten mostrar anuncios emergentes. El malware, un tipo de botnet, también es capaz de lanzar ataques DDoS. Tras ser alertado del malware, Google eliminó todas las instancias del mismo en la tienda, pero para entonces, aproximadamente dos millones de usuarios de Android ya habían descargado las aplicaciones, la más antigua de las cuales existía desde noviembre de 2016.
En junio de 2017, los investigadores de la empresa de seguridad Sophos anunciaron el hallazgo de 47 aplicaciones que utilizaban una biblioteca de desarrollo de terceros y que mostraban anuncios intrusivos en los teléfonos de los usuarios. Incluso después de que el usuario fuerce el cierre de estas aplicaciones, los anuncios permanecen. Google eliminó algunas de las aplicaciones después de recibir los informes de Sophos, pero algunas aplicaciones permanecieron. En agosto de 2017, 500 aplicaciones fueron retiradas de Google Play después de que la empresa de seguridad Lookout descubriera que las aplicaciones contenían un SDK que permitía la publicidad maliciosa. Las aplicaciones se habían descargado colectivamente más de 100 millones de veces, y consistían en una amplia variedad de casos de uso, como la salud, el tiempo, la edición de fotos, la radio por Internet y los emojis.
En todo 2017, más de 700.000 aplicaciones fueron prohibidas en Google Play debido a contenidos abusivos; esto supone un aumento del 70 % respecto al número de aplicaciones prohibidas en 2016.
En marzo de 2020, Check Point descubrió 56 apps que contenían un programa malicioso que había infectado un total de 1 millón de dispositivos. El programa, llamado Tekya, estaba diseñado para evadir la detección de Google Play Protect y VirusTotal y luego hacer clic de forma fraudulenta en los anuncios. Por la misma época, Dr. Web descubrió al menos seis aplicaciones con 700.000 descargas totales que contenían al menos 18 modificaciones del programa llamado Android.Circle.1. Además de realizar fraudes de clics, Android.Circle.1 también puede funcionar como adware y realizar ataques de phishing.
El 1 de julio de 2021, Dr. Web descubrió aplicaciones maliciosas en Google Play que roban los inicios de sesión y las contraseñas de los usuarios de Facebook. Sus especialistas descubrieron 9 troyanos que estaban disponibles en Google Play Store con más de 5,8 millones de instalaciones. Las aplicaciones engañaban a las víctimas para que iniciasen sesión en sus cuentas de Facebook y les sustraían las credenciales mediante código JavaScript. Google eliminó estas aplicaciones posteriormente.
El 29 de septiembre de 2021, Zimperium zLabs descubrió recientemente una campaña de malware a gran escala que ha infectado a más de 10 millones de dispositivos Android de más de 70 países y probablemente ha robado cientos de millones a sus víctimas mediante la suscripción a servicios de pago sin su conocimiento. GriftHorse, el troyano utilizado en estos ataques, fue descubierto por los investigadores que detectaron por primera vez esta campaña mundial ilícita de servicios de pago. Esta campaña ha estado activa durante aproximadamente cinco meses, entre noviembre de 2020 y abril de 2021, cuando sus aplicaciones maliciosas se actualizaron por última vez. El malware se distribuía mediante más de 200 aplicaciones Android troyanizadas que se entregaban a través de la Play Store oficial de Google y de tiendas de aplicaciones de terceros. Google ha eliminado las aplicaciones después de ser notificado de su naturaleza maliciosa, pero este malware todavía está disponible para su descarga en repositorios de terceros. 

## Aprobación de la aplicación
Google establece algunas restricciones sobre los tipos de aplicaciones que se pueden publicar, en particular, no permite contenido sexualmente explícito, peligro para los niños, violencia, acoso y intimidación, discursos de odio, juegos de azar, actividades ilegales, y requiere precauciones para el contenido generado por los usuarios.
En marzo de 2015, Google reveló que en los últimos meses había comenzado a usar una combinación de herramientas automatizadas y revisores humanos para verificar las aplicaciones en busca de malware y violaciones de los términos de servicio antes de que se publiquen en la Google Play Store. Al mismo tiempo, comenzó a implementar un nuevo sistema de calificación por edades para aplicaciones y juegos, basado en la autoridad oficial de calificación de una región dada (por ejemplo, ESRB en la mayoría de las Américas y PEGI en Europa).
En octubre de 2016, Google anunció un nuevo sistema de detección y filtrado diseñado para proporcionar "mejoras adicionales para proteger la integridad de la tienda". El nuevo sistema tiene como objetivo detectar y filtrar casos en los que los desarrolladores han intentado "manipular la ubicación de sus aplicaciones a través de medios ilegítimos como instalaciones fraudulentas, comentarios falsos y calificaciones incentivadas".
En abril de 2019, Google anunció cambios en el proceso de revisión de aplicaciones de la tienda, declarando que llevaría varios días revisar las presentaciones de aplicaciones de desarrolladores nuevos y menos establecidos. La compañía luego aclaró que, en casos excepcionales, ciertas aplicaciones pueden estar sujetas a un proceso de revisión ampliado, retrasando la publicación por siete días o más.
En 2023, Google impone estrictas pautas para las aplicaciones de préstamos personales en la Play Store a partir del 31 de mayo, lo que pone en riesgo los datos de los clientes.

### Prohibición de aplicaciones
Algunos operadores de telefonía móvil pueden bloquear a los usuarios para que no instalen ciertas aplicaciones. En marzo de 2009, surgieron informes de que varias aplicaciones de tethering fueron prohibidas en la tienda. Sin embargo, las aplicaciones luego fueron restauradas, con una nueva prohibición que solo impedía a los suscriptores de T-Mobile descargar las aplicaciones. Google emitió un comunicado:

El lunes, varias aplicaciones que permiten el tethering fueron eliminadas del catálogo de Android Market porque violaban los términos de servicio de T-Mobile en los Estados Unidos. Según el Acuerdo de Distribución para Desarrolladores de Android (sección 7.2), eliminamos las aplicaciones del catálogo de Android Market que violan los términos de servicio de un operador o fabricante.

Inadvertidamente despublicamos las aplicaciones para todos los operadores y hoy hemos solucionado el problema para que todos los usuarios de Android Market fuera de la red de T-Mobile US ahora tengan acceso a las aplicaciones. Hemos notificado a los desarrolladores afectados.

En abril de 2011, Google eliminó la aplicación de Grooveshark de la tienda debido a violaciones de políticas no especificadas. CNET señaló que la eliminación ocurrió "después de que algunos de los principales sellos discográficos acusaran al servicio de violar la ley de derechos de autor". TechCrunch escribió aproximadamente dos semanas después que Grooveshark había regresado a Android, "aunque no a través del App Market oficial", sino que "aprovechando la capacidad de Android para instalar aplicaciones de terceros a través del navegador, Grooveshark se ha encargado de distribuir ellos mismos la aplicación".
En mayo de 2011, Google prohibió la cuenta del desarrollador de varios emuladores de videojuegos. Ni Google ni el desarrollador revelaron públicamente la razón de la prohibición.
En marzo de 2013, Google comenzó a eliminar aplicaciones de bloqueo de anuncios de la Google Play Store, según la sección 4.4 del acuerdo de los desarrolladores, que prohíbe aplicaciones que interfieren con servidores y servicios.
Se prohíben las aplicaciones que se eximen de las políticas de administración de energía introducidas en Android Marshmallow sin verse "afectadas negativamente" por ellas.
En julio de 2018, Google prohibió categorías adicionales de aplicaciones, incluyendo aquellas que realizan minería de criptomonedas en el dispositivo, aplicaciones que "facilitan la venta de explosivos, armas de fuego, municiones o ciertos accesorios de armas de fuego", solo se utilizan para mostrar anuncios, contienen contenido para adultos pero están dirigidas a niños, "múltiples aplicaciones con contenido y experiencia de usuario muy similar" y "aplicaciones creadas por una herramienta automatizada, un servicio de asistente o basadas en plantillas y enviadas a Google Play por el operador de ese servicio en nombre de otras personas".
En 2022, dos aplicaciones iraníes de transporte compartido respaldadas por el estado y tres aplicaciones de mensajería fueron eliminadas a través de Play Protect por ser malware y programa espía.

## Controversias

### Problemas de patentes
Google Play podría estar patentado bajo la patente estadounidense 6857067. Los desarrolladores que usan Google Play están siendo demandados debido a ello.

### Epic Games vs Google Play
En noviembre de 2023, un juez de EE. UU. ordenó a Google, matriz de Alphabet, que reformara su negocio de aplicaciones móviles para ofrecer a los usuarios de Android más opciones para descargar aplicaciones y realizar transacciones dentro de ellas. Esta decisión se produjo tras un veredicto de un jurado a favor de Epic Games, el creador del popular juego Fortnite.
El juez del distrito de EE. UU. James Donato, con sede en San Francisco, emitió una orden que establece que, durante un período de tres años, Google no podrá prohibir el uso de métodos de pago dentro de las aplicaciones y deberá permitir a los usuarios descargar plataformas o tiendas de aplicaciones de terceros competidoras. Además, la orden restringe a Google de realizar pagos a los fabricantes de dispositivos para preinstalar su tienda de aplicaciones y de compartir ingresos generados a partir de la Play Store con otros distribuidores de aplicaciones.
Tras la decisión, las acciones de Alphabet cayeron un 2.2%. Donato también indicó que Epic y Google deben establecer un comité técnico de tres personas para implementar y supervisar la orden. Tanto Epic como Google podrán elegir a un miembro, y esos dos seleccionarán a un tercer integrante.
Google ha manifestado su intención de apelar el veredicto que llevó a la orden judicial y podría solicitar a la Corte de Apelaciones del Noveno Circuito de EE. UU. que suspenda la orden de Donato mientras se lleva a cabo la apelación. La orden del juez entrará en vigor el 1 de noviembre de 2023, lo que le dará a Google tiempo para "ajustar sus acuerdos y prácticas actuales a la normativa". Aproximadamente un mes después de las demandas de Epic, ésta se unió a otras empresas tecnológicas más pequeñas, como Match.com y Spotify, para crear la Coalition for App Fairness, un grupo de defensa para desafiar las prácticas de Apple y Google en sus respectivas tiendas de aplicaciones.
La demanda de Epic, presentada en 2020, acusó a Google de monopolizar el acceso de los consumidores a las aplicaciones en dispositivos Android y de controlar cómo se realizan las transacciones dentro de las aplicaciones. Epic logró convencer a un jurado en diciembre de 2023 de que Google había sofocado ilegalmente la competencia a través de su control sobre la distribución de aplicaciones y los pagos, lo que llevó a la orden de Donato. Google había instado al juez a rechazar las reformas propuestas por Epic, argumentando que eran costosas, excesivamente restrictivas y podrían perjudicar la privacidad y seguridad de los consumidores. El juez desestimó en gran medida esos argumentos durante una audiencia en agosto del mismo año.
En un caso antimonopolio separado en Washington, el juez del distrito de EE. UU. Amit Mehta falló a favor del Departamento de Justicia de EE. UU. el 5 de agosto de 2024, afirmando que Google había monopolizado ilegalmente la búsqueda en la web, gastando miles de millones para convertirse en el motor de búsqueda predeterminado de Internet. Google también comenzó un juicio en septiembre en un tribunal federal de Virginia en una demanda del Departamento de Justicia sobre su dominio en el mercado de la tecnología publicitaria.

### Google Play Billing System
El Google Play Billing System (GPBS) ha sido objeto de controversia debido a acusaciones de prácticas anticompetitivas por parte de Google. En octubre de 2020, la compañía implementó una política que obliga a los desarrolladores de aplicaciones a utilizar su sistema de facturación para las compras dentro de las aplicaciones, lo que ha generado críticas tanto de desarrolladores como de reguladores.
En octubre de 2022, la Comisión de Competencia de India (CCI) multó a Google con 936.44 crore de rupias por abusar de su posición dominante en el mercado al obligar a los desarrolladores a utilizar su sistema de pago. Esta fue la segunda multa impuesta a Google por prácticas anticompetitivas, ya que anteriormente había recibido una sanción de 1,338 millones de rupias relacionada con su sistema operativo Android.
Los desarrolladores han expresado su descontento con las políticas de Google y Apple, argumentando que la prohibición de sistemas de facturación de terceros limita la competencia y afecta sus ingresos. Google, por su parte, defiende su modelo de negocio, señalando que la implementación de sistemas de terceros podría resultar en una pérdida de ingresos por comisiones.
En respuesta a la presión de los reguladores y las críticas de los desarrolladores, Google anunció en 2021 una reducción en su comisión estándar del 30% al 15% para los primeros 1 millón de dólares en ingresos anuales de los desarrolladores. Además, en octubre de 2021, la compañía introdujo cambios adicionales en su modelo de tarifas, reduciendo la comisión para suscripciones y ciertos verticales a 15% y 10%, respectivamente.
La CCI ha ordenado a Google que no restrinja a los desarrolladores en el uso de sistemas de pago de terceros y que no discrimine a las aplicaciones en su plataforma. También se le ha solicitado que elimine las disposiciones de "anti-steering" que impiden a los desarrolladores enlazar a sitios externos para la compra de bienes virtuales. Google ha respondido a estas instrucciones afirmando su compromiso con los desarrolladores y revisando las decisiones de la CCI para evaluar los próximos pasos.